# Симпсоны (сезон 37)
Тридцать седьмой сезон мультсериала «Симпсоны» будет транслироваться на телеканале «Fox» с 28 сентября 2025 года. Сериал был продлён с 37-го по 40 сезонвключительно 2 апреля 2025 года.
В качестве приглашённых звёзд сезона выступят: Киран Калкин, Гленн Хоуэртон, Альберт Брукс, Коул Эскола, Дэнни Пуди, Адам Палли, Брендан Глисон, Донал Глисон, Идрис Эльба, Майкл Китон, Виола Дэвис

## Список эпизодов
| № общий | № в сезоне | Название | Режиссёр | Автор сценария | Дата премьеры    | Произв. код | Зрители в США (млн) |
| ------- | ---------- | -------- | -------- | -------------- | ---------------- | ----------- | ------------------- |
| 791     | 1          | TBA      | TBA      | TBA            | 28 сентября 2025 | TBA         | TBA                 |

1. ↑  Серии без номера в сезоне являются эксклюзивными эпизодами для «Disney+».